# Ван дер Векен, Патриция
Патриция ван дер Векен (англ. Patrizia van der Weken; род. 12 ноября 1999) — люксембургская спринтерка, рекордсменка страны на дистанциях 60, 100 и 200 метров. Призёр чемпионата мира и чемпионата Европы в помещении на дистанции 60 метров. Чемпионка Летней Универсиады 2021 (100 м).

## Карьера
Свой первый международный опыт Патриция ван дер Векен получила в 2016 году, когда на первом в истории молодёжном чемпионате Европы в Тбилиси заняла седьмое место в беге на 100 метров с результатом 11,96 с и проиграла в первом круге на дистанции 200 м с результатом 25,68.
Она участвовала в чемпионате Европы по лёгкой атлетике среди молодёжи до 23 лет в 2021 году, где вышла в финал на дистанции 100 метров .
В 2023 году она стала «Спортсменкой года» в Люксембурге.
Ван дер Векен принимала участие в чемпионате Европы по лёгкой атлетике в  помещении 2023 года, где выиграла предварительный забег, но в конечном итоге выбыла в полуфинале. На чемпионате мира 2024 года в Глазго спортсменка заняла 7-е место на дистанции в 60 метров со временем 7,15.
Участница Олимпийских игр 2024 года в Париже на дистанции сто метров.

## Личная жизнь
Ван дер Векен имеет бельгийское происхождение.
Патриция имеет степень бакалавра в области международного спортивного менеджмента (университет LUNEX в Люксембурге), студентка магистратуры по спортивному менеджменту и цифровизации.